# Marc Westerloppe
Marc Westerloppe, né le 14 juin 1960 à Arras, est un footballeur français évoluant au poste de milieu de terrain et devenu entraîneur spécialisé dans la formation.

## Biographie
Il est l'entraîneur du club Sarthois Le Mans UC de 1997 à 2000, succédant à Slavo Muslin et laissant sa place à Thierry Goudet.
Marc Westerloppe est l'entraîneur qui révèle Didier Drogba dans le monde du foot professionnel. Il est le premier entraîneur à lui avoir fait confiance au haut niveau. Didier Drogba lui fait d'ailleurs une grande place dans son livre intitulé  "C'était pas gagné..."
Responsable ensuite de la formation et de la DH du Racing Club de Lens, Westerloppe quitte son poste en mai 2013.
Il rejoint ensuite le centre de formation du PSG puis, en 2018, le staff du Stade rennais FC en qualité de responsable du suivi et du développement individuel des joueurs.

### Controverse
À partir de novembre 2018, Marc Westerloppe est devenu au centre d'une controverse impliquant des allégations de profilage ethnique dans le recrutement de jeunes joueurs au Paris Saint-Germain.

## Carrière

### Joueur
- 1970-1975 :  RC Arras (Junior)
- 1975-1981 :  RC Lens (Junior, Division 1)
- 1981-1983 :  US Nœux-les-Mines (Division 2)
- 1983-1985 :  SC Abbeville (Division 2)
- 1985-1986 :  SC Amiens (Division 3)
- 1986-1988 :  FC Grenoble Dauphiné (Division 3, Division 2)
- 1988-1990 :  US Créteil-Lusitanos (Division 2)

### Entraîneur
- 1992-1994 : 🇫🇷 Saint-Georges de Mons (USGA)
- 1997-2001 :  Le Mans UC 72
- 2001-2002 :  Grenoble Foot

## Statistiques
- 5 matches en Ligue 1
- Plus de 150 matchs en Ligue 2
- Premier match en Ligue 1 : le 29 mars 1980, Lens - Strasbourg (1-1)
- International juniors A2